# Pseudoflustra sinuosa
Pseudoflustra sinuosa är en mossdjursart som först beskrevs av Andersson 1902.  Pseudoflustra sinuosa ingår i släktet Pseudoflustra och familjen Smittinidae. Inga underarter finns listade i Catalogue of Life.